# Arquitetura minimalista

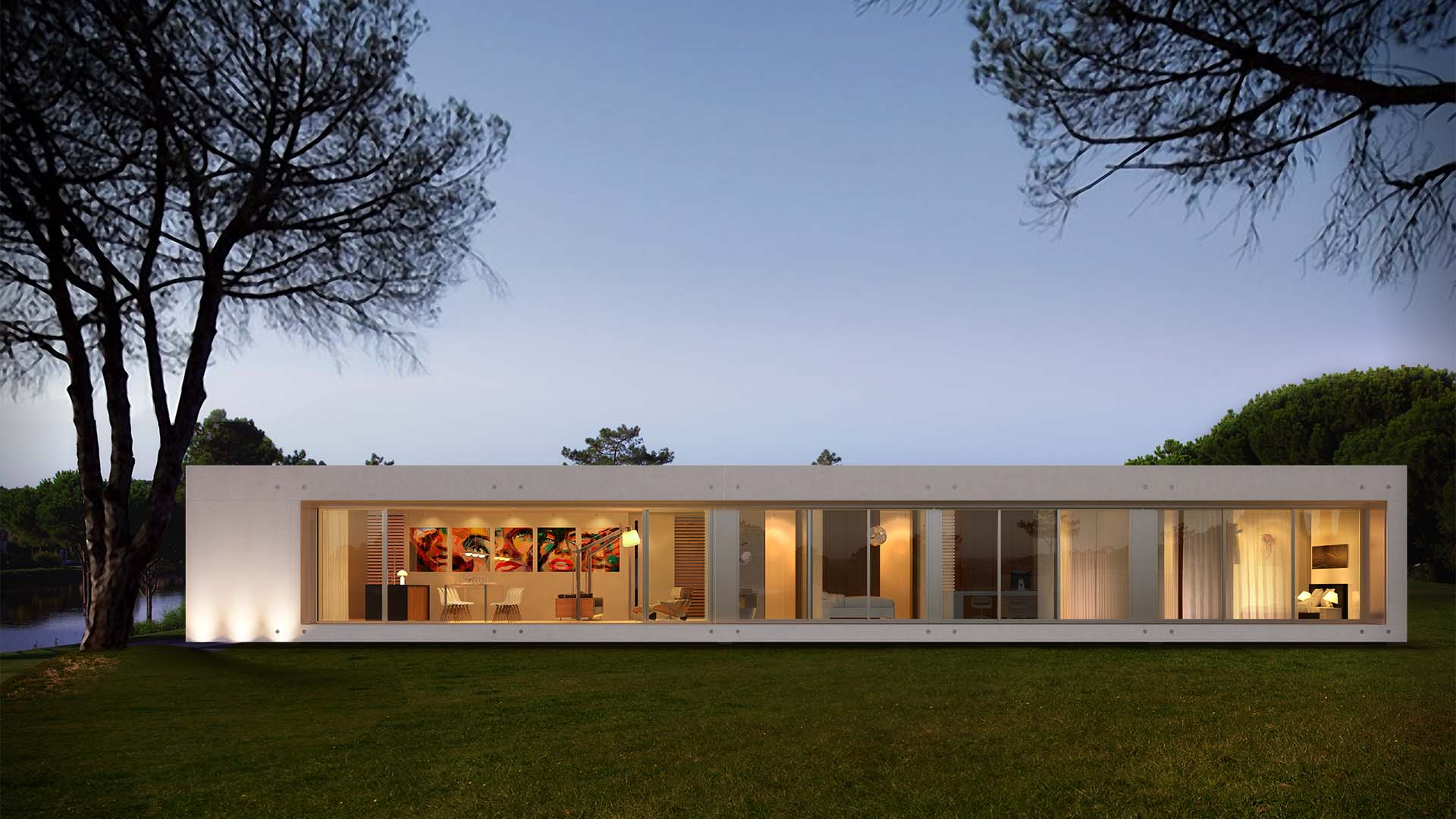
Casa com arquitetura minimalista.

A arquitetura minimalista caracteriza-se pela presença de planos perpendiculares que constróem o espaço tridimensional, a partir de uma configuração volumétrica de formas depuradas, considerada simples e refinada. Tal raciocínio projetual é eventualmente apontado como minimalista, sendo uma referência importante na arquitetura minimalista pós-moderna.

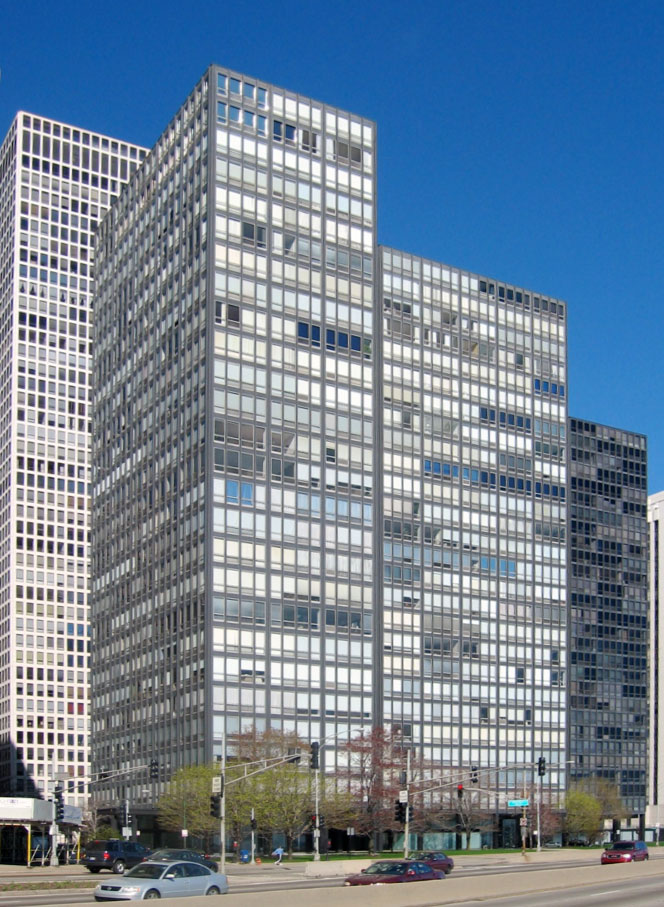
Prédio com arquitetura minimalista.

Pode-se dizer que o minimalismo foi interpretado de várias maneiras no campo da arquitetura e do design de interiores. O estilo pode ser facilmente identificado pela construção "limpa" e sem excessos, pelo uso de cores neutras e materiais industriais modernos. Também é notável a ausência de adereços desnecessários, o que pode, num primeiro momento, trazer uma imagem "fria" e desconfortável, em que a estética sacrifica o conforto. Por esse motivo, muitos dos profissionais que adotaram esse estilo não concordam com o título.